# Susanna Nicchiarelli
Susanna Nicchiarelli (Roma, 6 maggio 1975) è una regista, attrice e sceneggiatrice italiana.

## Biografia
Laureata in filosofia a Roma, con perfezionamento alla Scuola Normale Superiore di Pisa, si è diplomata in regia presso il Centro sperimentale di cinematografia di Roma nel 2004.
Ha iniziato la sua carriera lavorando con Nanni Moretti, dirigendo uno dei Diari della Sacher prodotti dalla Sacher Film e presentati alla Mostra del Cinema di Venezia.
Ha scritto e diretto molti corti e documentari, per poi dirigere il suo primo lungometraggio, Cosmonauta, del 2009, vincitore del premio Controcampo alla Mostra internazionale d'arte cinematografica di Venezia e nominato come miglior esordio ai David di Donatello e ai Nastro d'argento, seguito poi da La scoperta dell'alba, del 2013, presentato alla Festa del Cinema di Roma. Ha realizzato anche due corti di animazione in stop-motion: Sputnik 5, presentato alla Mostra del Cinema di Venezia, vincitore del Nastro d'argento e distribuito nelle sale assieme al film Cosmonauta, ed Esca viva, presentato alla Festa del Cinema di Roma nel 2012.
Ha partecipato alla 74ª Mostra internazionale d'arte cinematografica di Venezia con Nico, 1988, biopic incentrato sugli ultimi anni della cantante Christa Päffgen, in arte Nico. La pellicola, molto apprezzata dalla critica, ha vinto il premio Miglior Film nella sezione Orizzonti ed è uscita nelle sale italiane il 12 ottobre 2017.

## Filmografia parziale

### Regista

#### Cinema
- L'artista - cortometraggio (2000)
- I diari della Sacher, segmento Ca cri do bo - documentario (2001)
- Che vergogna! - cortometraggio (2001)
- Il terzo occhio - documentario (2003)
- Giovanna Z., una storia d'amore - cortometraggio (2005)
- Uomini e zanzare - mediometraggio[2] (2005)
- Sputnik 5 - cortometraggio (2009)
- Cosmonauta (2009)
- La scoperta dell'alba (2013)
- Per tutta la vita - documentario (2014)
- Nico, 1988 (2017)
- Miss Marx (2020)
- Chiara (2022)

#### Televisione
- Luna Nera (2020) - serie TV
- Fuochi d'artificio (2025) - serie TV

### Sceneggiatrice
- L'artista - cortometraggio (2000)
- Che vergogna! - cortometraggio (2001)
- Giovanna Z., una storia d'amore - cortometraggio (2005)
- Uomini e zanzare - mediometraggio[2] (2005)
- Cosmonauta (2009)
- La scoperta dell'alba (2013)
- Per tutta la vita - documentario (2014)
- Nico, 1988 (2017)
- Miss Marx (2020)
- Chiara (2022)
- Rapito (2023)
- Fuochi d'artificio (2025)

### Attrice
- L'artista - cortometraggio  (2000)
- Giovanna Z., una storia d'amore - cortometraggio (2005)
- Uomini e zanzare - mediometraggio[2] (2005)
- Cosmonauta (2009)
- La scoperta dell'alba (2013)

## Riconoscimenti
- David di Donatello
  - 2010 - Candidatura al miglior regista esordiente per Cosmonauta
  - 2018 – Migliore sceneggiatura originale per Nico, 1988
  - 2021 - Candidatura al miglior film per Miss Marx
  - 2021 - Candidatura al miglior regista per Miss Marx
  - 2023 - Candidatura alla migliore sceneggiatura originale per Chiara
  - 2024 - Migliore sceneggiatura adattata per Rapito
- Ciak d'oro
  - 2010 – Migliore opera prima per Cosmonauta[3]
  - 2018 – Migliore sceneggiatura per Nico, 1988[4]